# Transporte Aéreo Militar (Bolívia)
Transporte Aéreo Militar, também denominada TAM-FAB, é um ramo da Força Aérea Boliviana que se dedica ao transporte de passageiros às regiões mais remotas da Bolívia. 

## História
A TAM iniciou suas operações após a chegada dos aviões C-47, em 15 de junho de 1945. Primeiramente denominada como Esquadrão de Transporte Aéreo, foi posteriormente rebatizada para Transporte Aéreo Militar, em 1953.

## Frota

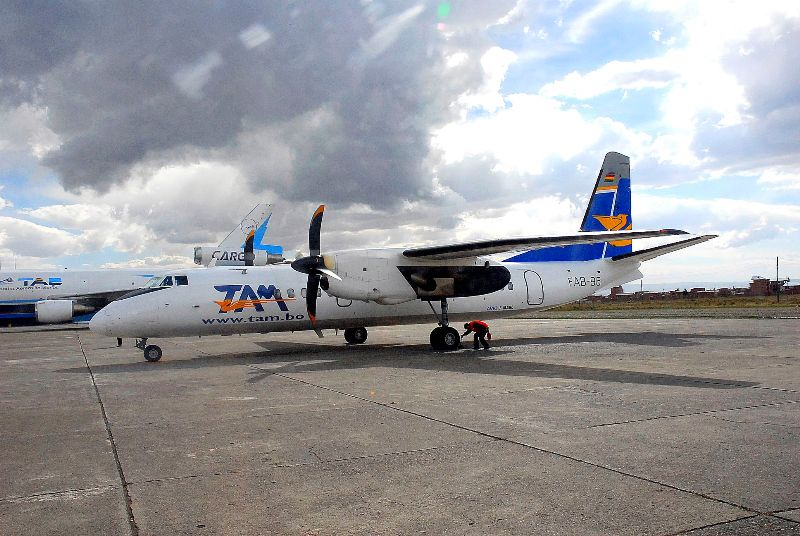
Xian MA60 (atualmente aposentado) da Transporte Aéreo Militar no Aeroporto Internacional de El Alto.

A frota da TAM, em dezembro de 2012, consistia das seguintes aeronaves, com uma idade média de 28 anos:
| Aeronave                  | Total | Pedidos | Notas |
| ------------------------- | ----- | ------- | ----- |
| Boeing 727-200            | 2     | 0       |       |
| British Aerospace 146-200 | 6     | 0       |       |
| Total                     | 8     | 0       |       |